# زرین‌گلو
زرین‌گلوها گروه کوچکی از مگس‌مرغ‌ها از سرده Polytmus هستند.
سرده Polytmus توسط جانورشناس فرانسوی ماتورین ژاک بریسون در سال ۱۷۶۰ با گونه نماد به عنوان Polytmus guainumbi thaumantias معرفی شد که زیرگونهای از زرینگلو دم‌سفید است. نام این سرده از یونان باستان πολυτιμος polutimos «بسیار گران» یا «ارزشمند» است.
این سرده سه گونه دارد:
| نگاره | نام علمی           | نام رایج        | پراکندگی                                                                                                   |
| ----- | ------------------ | --------------- | --- |
|       | Polytmus guainumbi | زرین‌گلوی دم‌سفید | آرژانتین، بولیوی، برزیل، کلمبیا، گویان فرانسه، گویان، پاراگوئه، پرو، سورینام، ترینیداد و توباگو، و ونزوئلا |
|       | Polytmus milleri   | زرین‌گلوی تپویی  | برزیل، گویان و ونزوئلا                                                                                     |
|       | Polytmus theresiae | زرین‌گلوی دم‌سبز  | برزیل، کلمبیا، گویان فرانسه، گویان، پرو، سورینام، و ونزوئلا، و احتمالاً اکوادور                             |